# Hyannis
Hyannis – wieś w Stanach Zjednoczonych, w stanie Nebraska, siedziba administracyjna hrabstwa Grant.